# Mambai

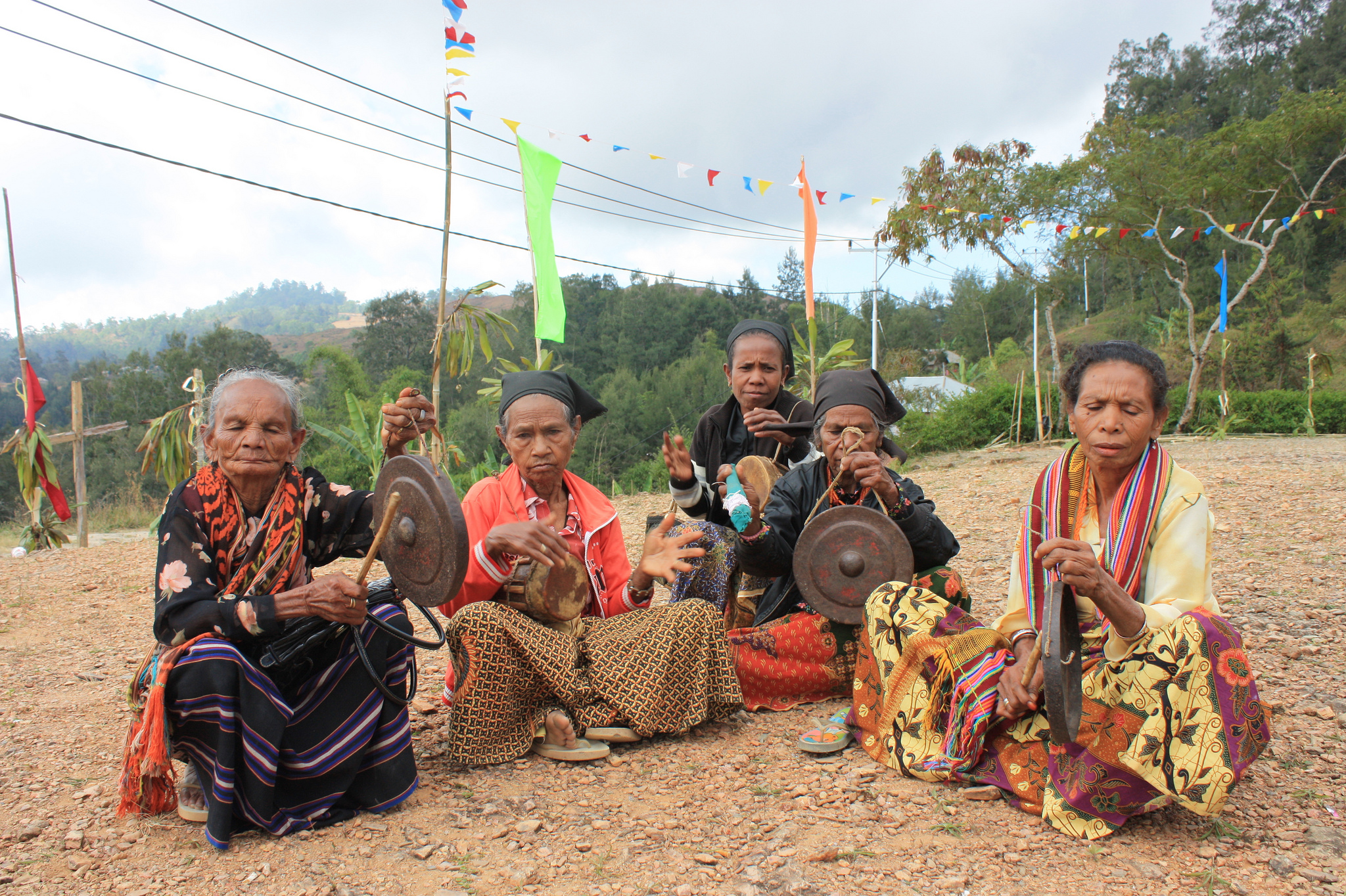
Frauen aus Ducurai beim Musizieren mit Butaki-Gongs und Babadok-Trommeln

Die Mambai (Mambae, Manbae) sind nach den Tetum die zweitgrößte Ethnie in Osttimor. Ursprünglich wurden sie von den Portugiesen als Maubere bezeichnet. Maubere oder Mau Bere ist ein weitverbreiteter männlicher Vorname unter den Mambai.

## Siedlungsraum

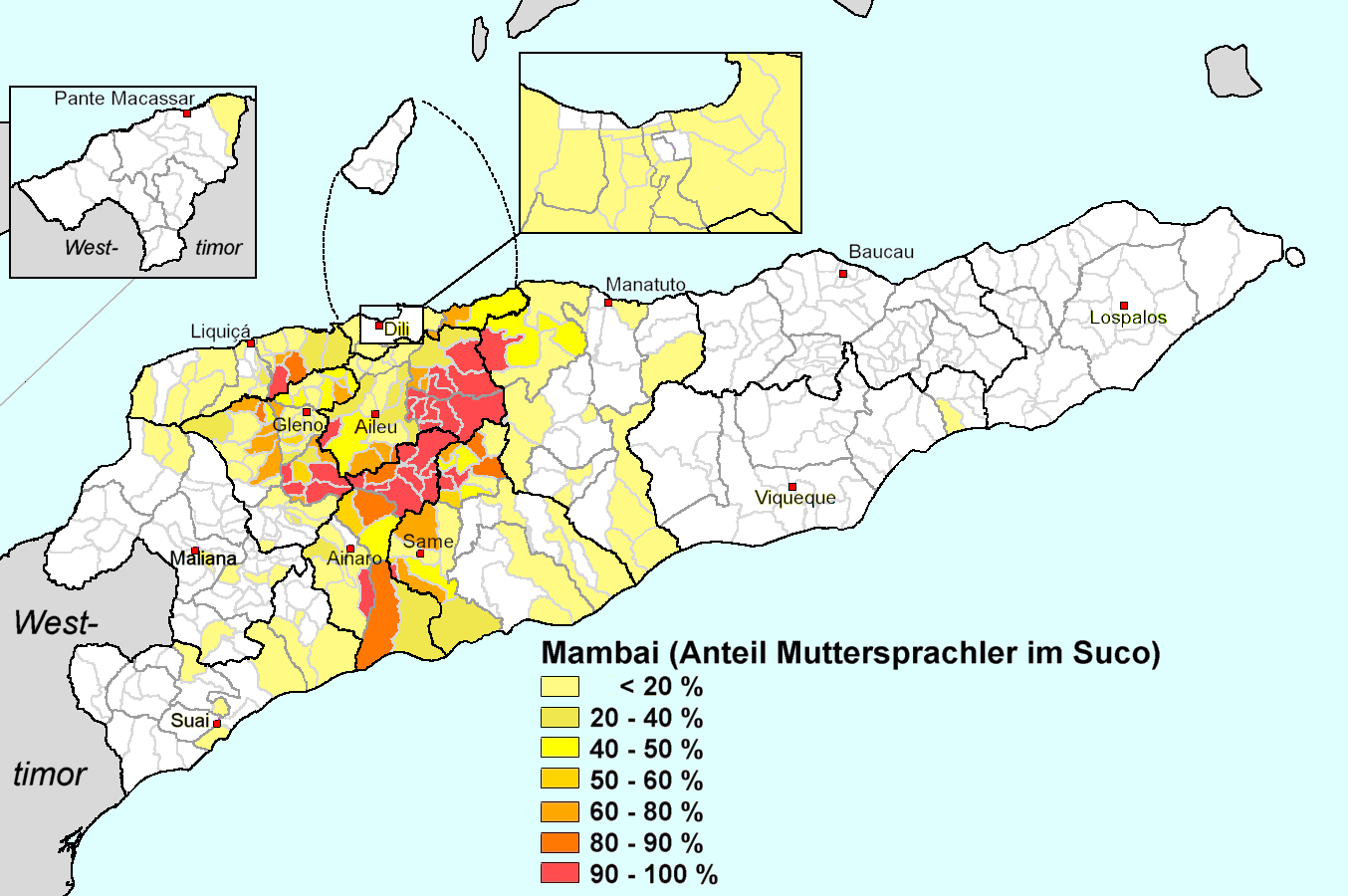
Anteil von Mambai-Muttersprachlern in den Sucos Osttimors.

Die Mambai leben vom Landesinneren der Gemeinde Dili bis zur Südküste des Landes, vor allem in den Gemeinden Ainaro und Manufahi. Ihre Hauptzentren sind Ermera, Aileu, Remexio, Turiscai, Maubisse, Ainaro und Same. Unter den Exiltimoresen in Australien bilden die Mambai eine der Hauptgruppen.

## Kultur
Die Sprache Mambai ist eine Zentral-Malayo-Polynesische Sprache des Timorzweigs. Sie ist mit 195.778 Sprechern die zweithäufigste Muttersprache in Osttimor.

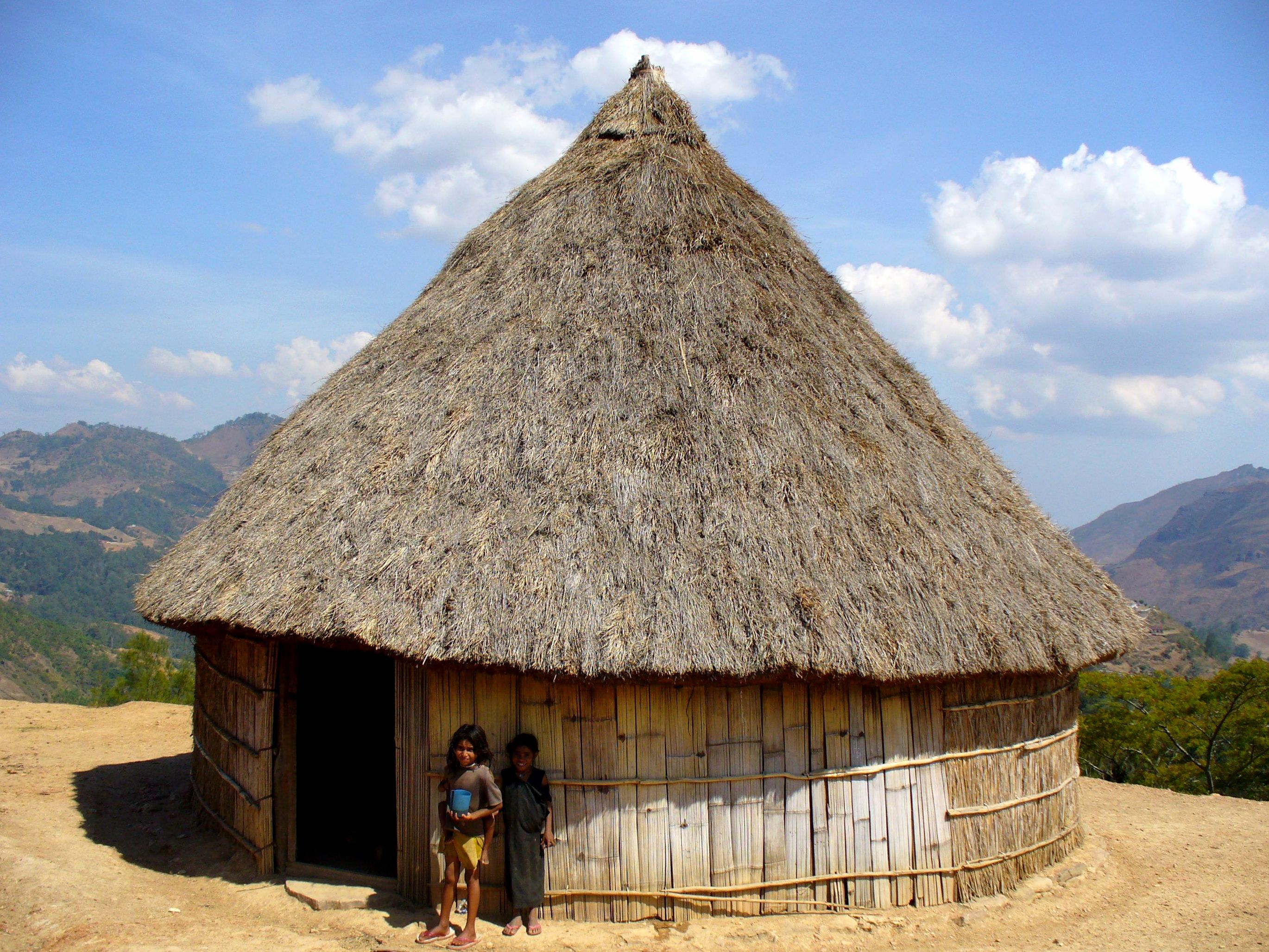
Typische Hütte der Mambai bei Maubisse

Markant im Vergleich zu den benachbarten Ethnien sind die traditionellen Rundhütten der Mambai, die noch heute weit verbreitet sind. Meist leben die Mambai in kleinen Weilern, in denen Reis, Mais und Maniok angebaut werden. Die Häuser in den Weilern werden in Fada aufgeteilt, deren Bewohner eng miteinander verwandt sind. Diese gehören zu einem der zahlreichen Clans (Lisa), die sich ein gemeinsames heiliges Haus (Fad lisa) teilen. Mehrere Clans gruppieren sich zu einer größeren Kultgruppe, die Lis tu, die ein gemeinsames Stammhaus besitzt, das Haus des Ursprungs Fada ni fun. Mehrere dieser Stammhäuser können durchaus gemeinsam auf einen Hügel stehen. Sie stehen dann im Kreis um einen steinernen Altar, mit einem dreiendigen Ai To’os. Die Beziehung zwischen dem Stamm und seinen Zweigen wird mit Vater und Mutter (Aman nor Inan) zu ihren Kindern (Anan) gleichgesetzt. Männer verbleiben innerhalb ihres Stammes (patrilineal), heiraten aber nur Frauen von außerhalb (exogam), so dass sich alle Angehörige auf eine männliche Stammlinie beziehen können. Regelmäßig trifft man sich an seinem Ursprungsort (Fun).

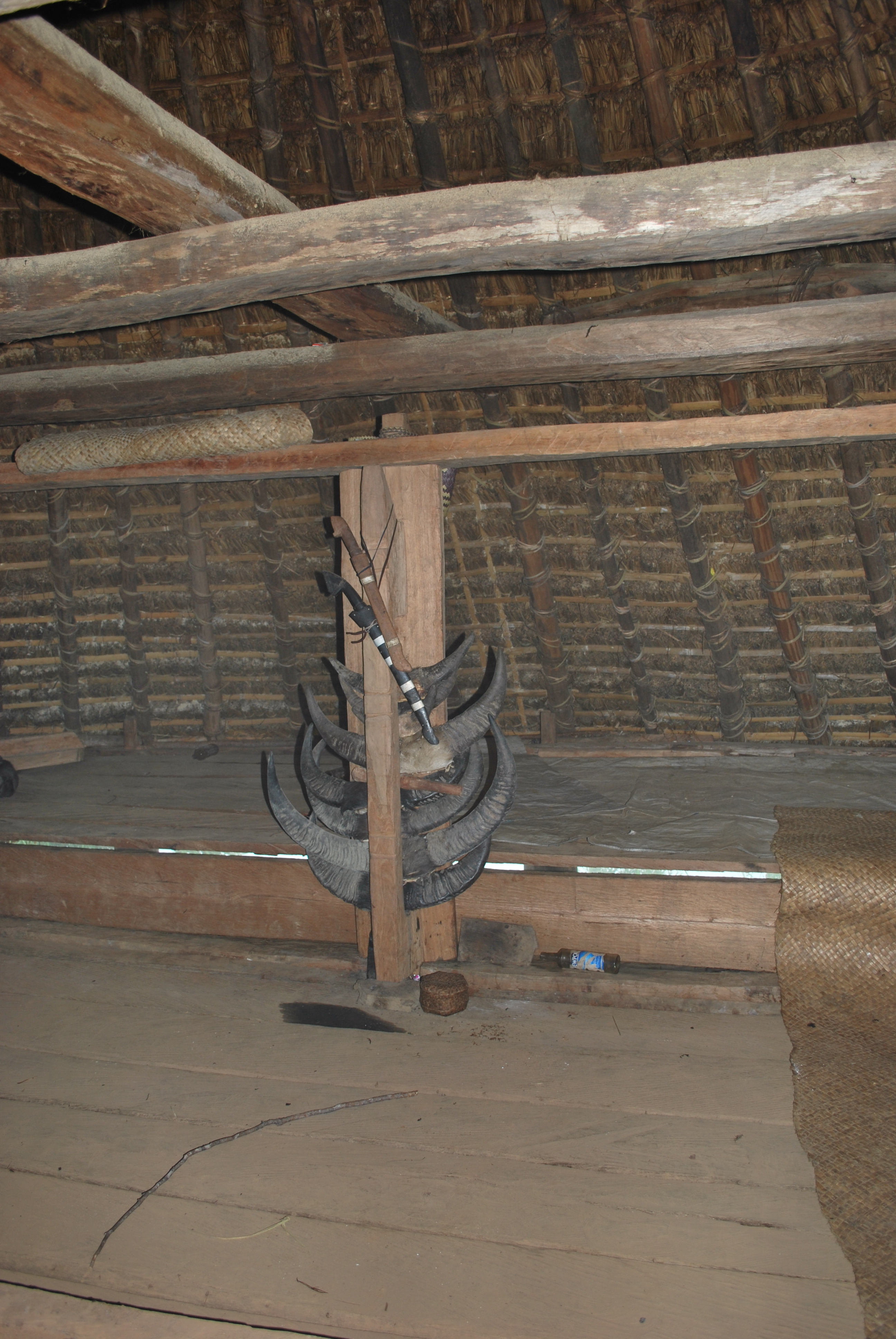
In einem heiligen Haus in Hohulu

Jedes Stammhaus leitet sich wiederum von zwei Stammlinien ab. Diese beiden Urahnen sind das Stamm- oder männliche Haus (Umaen fun) und das weibliche Haus (Nai fun) bezeichnet. Man nennt sie auch „Mutter und Vater Wasserbüffel“ (Arabau inan nor arabau aman). Die männliche Linie repräsentiert den frühsten Urahn, die weibliche den nachkommenden Urahn. Zusammen bilden sie „jene, die den Fels stützen“ beziehungsweise „jene, die den Baum halten“. Jene Linien, die über weibliche Nachkommen sich ableiten, werden „neue Männer“ (Maen heua) genannt, also zum Beispiel die Häuser des Ehemanns der Tochter oder des Kindes der Schwester. Will ein Mann eine Frau aus einem nicht verwandten Haus heiraten, muss er erst ihr Umaen fun rituell um Erlaubnis bitten.

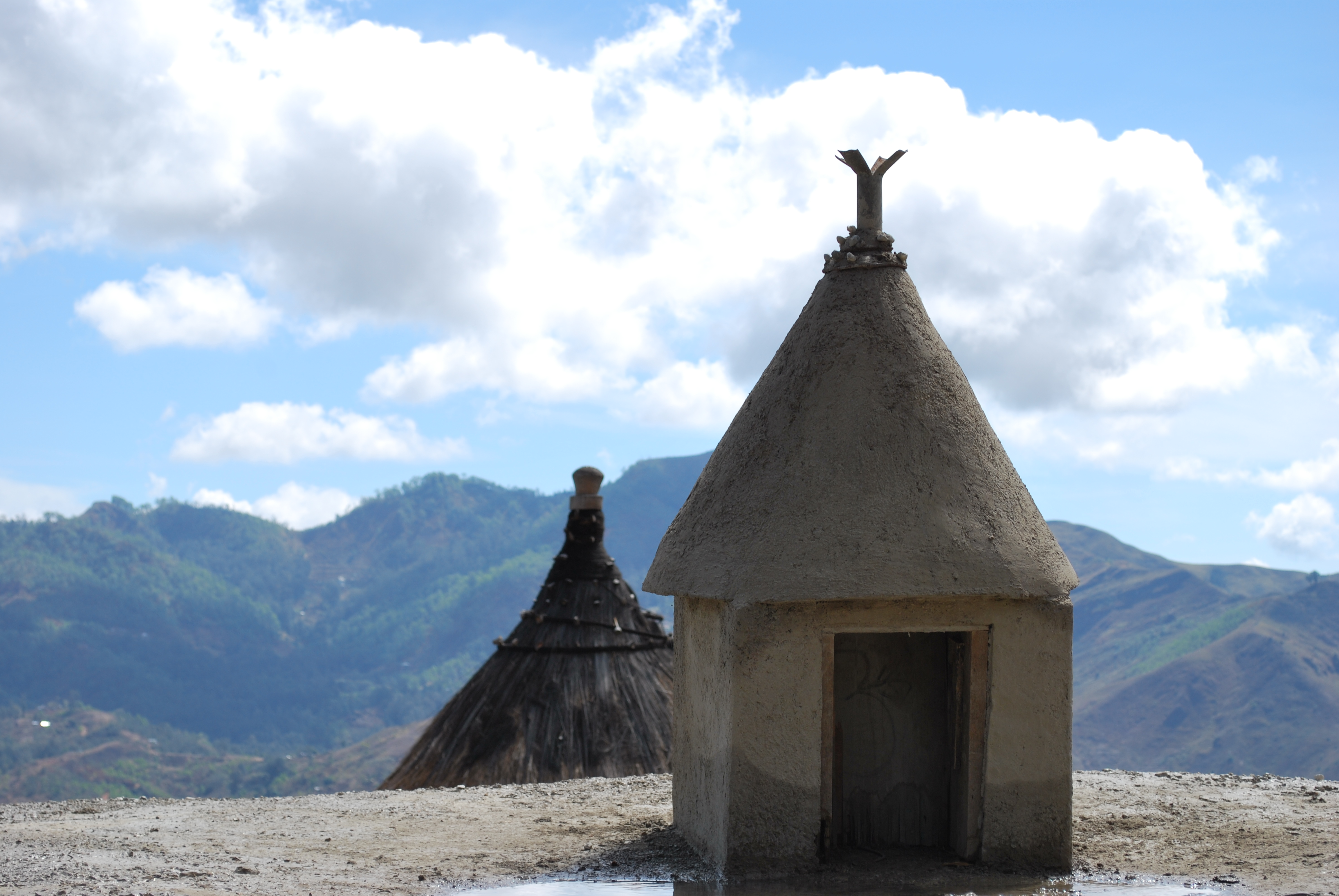
Hiut Lel, Maubisse
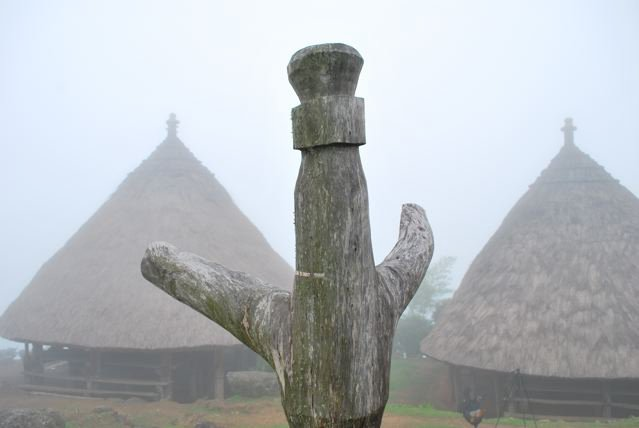
Ai To’os in Hohulu, Maubisse
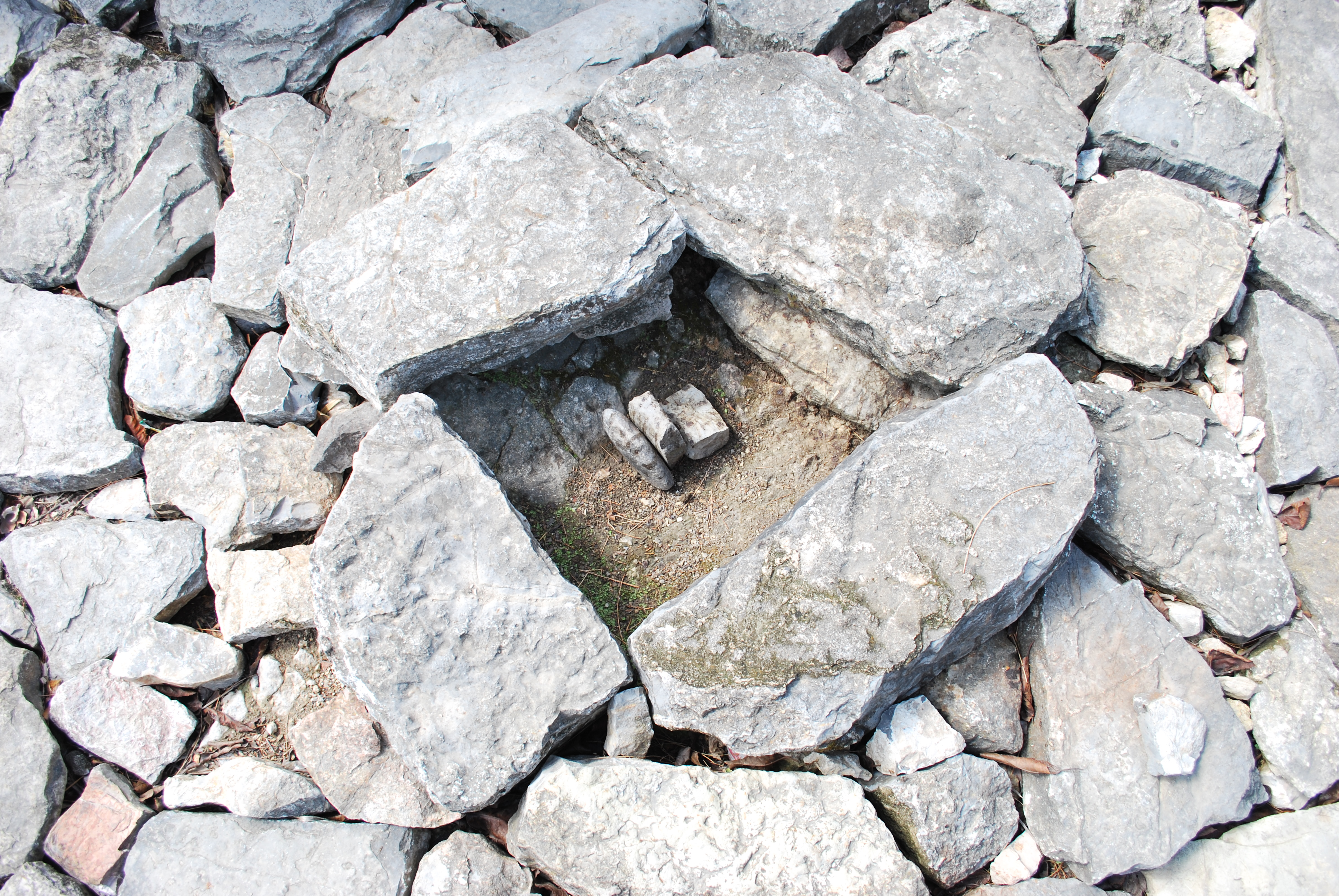
Steinaltar von Hiut Lel

Wie die anderen Volksgruppen Osttimors sind die Mambai heute weitgehend Anhänger des katholischen Glaubens. Trotzdem lassen sich auch heute noch in den christlichen Riten Spuren der animistischen, traditionellen Religion finden. Besonders mit den Riten der benachbarten Kemak finden sich einige Parallelen. So werden bei Mambai und bei Kemak Bestattungszeremonien als Schwarze Rituale bezeichnet. Zweitbestattungen (Mambai: Maet-keon), bei denen die Knochen der Verstorbenen wieder ausgegraben, gereinigt und erneut bestattet werden, waren früher auch bei den Mambai üblich, scheinen aber heute nicht mehr vorzukommen.

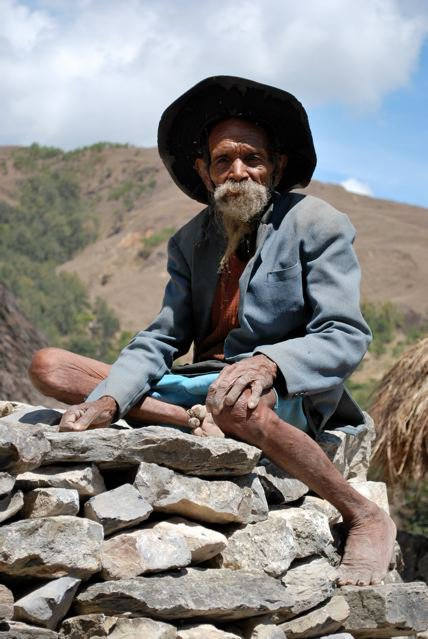
Mann in Hiut Lel

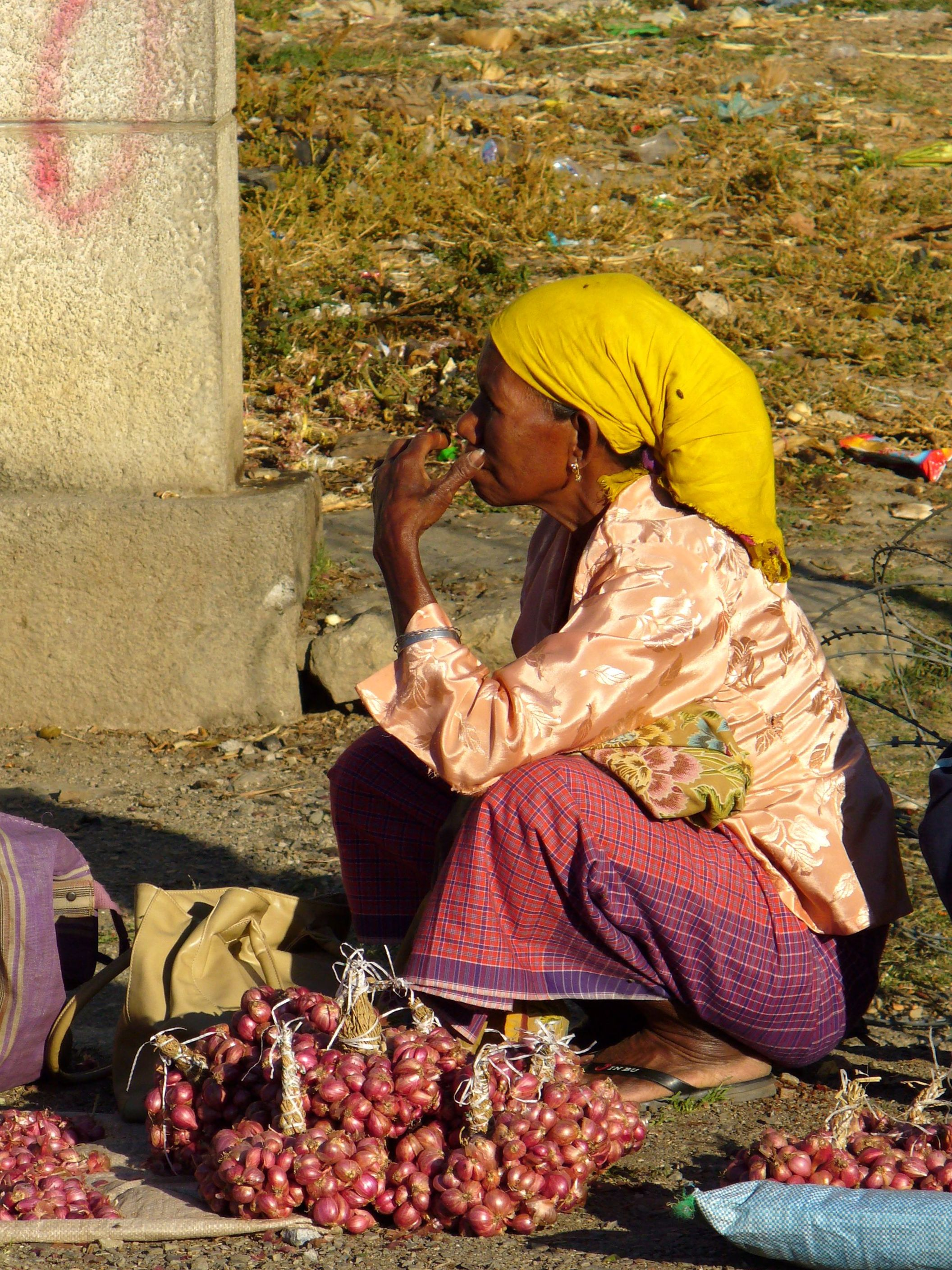
Marktfrau in Maubisse

In der Kultur der Mambai erhielt während der Kolonialzeit der Kult um die Flagge Portugals eine zentrale Bedeutung. Als die Portugiesen die Timoresen unterwarfen, übergaben sie den Liurais (timoresische Kleinkönige) als Vasallen die portugiesische Flagge, die in den Augen der Timoresen, genauso wie der Flaggenmast, selbst zu heiligen Objekten wurden, welche die Herrschaft der Portugiesen und der ihnen treuen Liurais legitimierte. Nach deren Ursprungsmythos entsteht die Weltordnung durch zwei Brüder. Der ältere Bruder, von dem demnach die Völker Timors abstammen, hat die rituelle Macht über den Kosmos inne. Der jüngere Bruder besitzt die Macht über die gesellschaftliche Ordnung. Von diesem stammen die nicht-timoresischen Völker ab, in diesem Fall die Portugiesen. Der Mythos berichtet vom Verlust, der Suche und der Wiedererlangung eines verlorenen, heiligen Gegenstandes, nämlich der portugiesischen Flagge. Diese heilige Bedeutung der Flagge führte zu einigen Problemen, als die Flagge Portugals 1910 beim Wechsel von der Monarchie zur Republik geändert wurde. (siehe auch: Rebellion von Manufahi)
Ein wichtiges kulturelles Zentrum aller Mambai ist Hiut Lel.

## Bedeutung in der Politik
Vier der acht Kandidaten bei der Präsidentschaftswahl 2007 waren Mambai:
- Francisco Xavier do Amaral, ASDT.
- Fernando de Araújo, PD.
- Lúcia Lobato, PSD.
- Manuel Tilman, KOTA.